# Уануко-Пампа

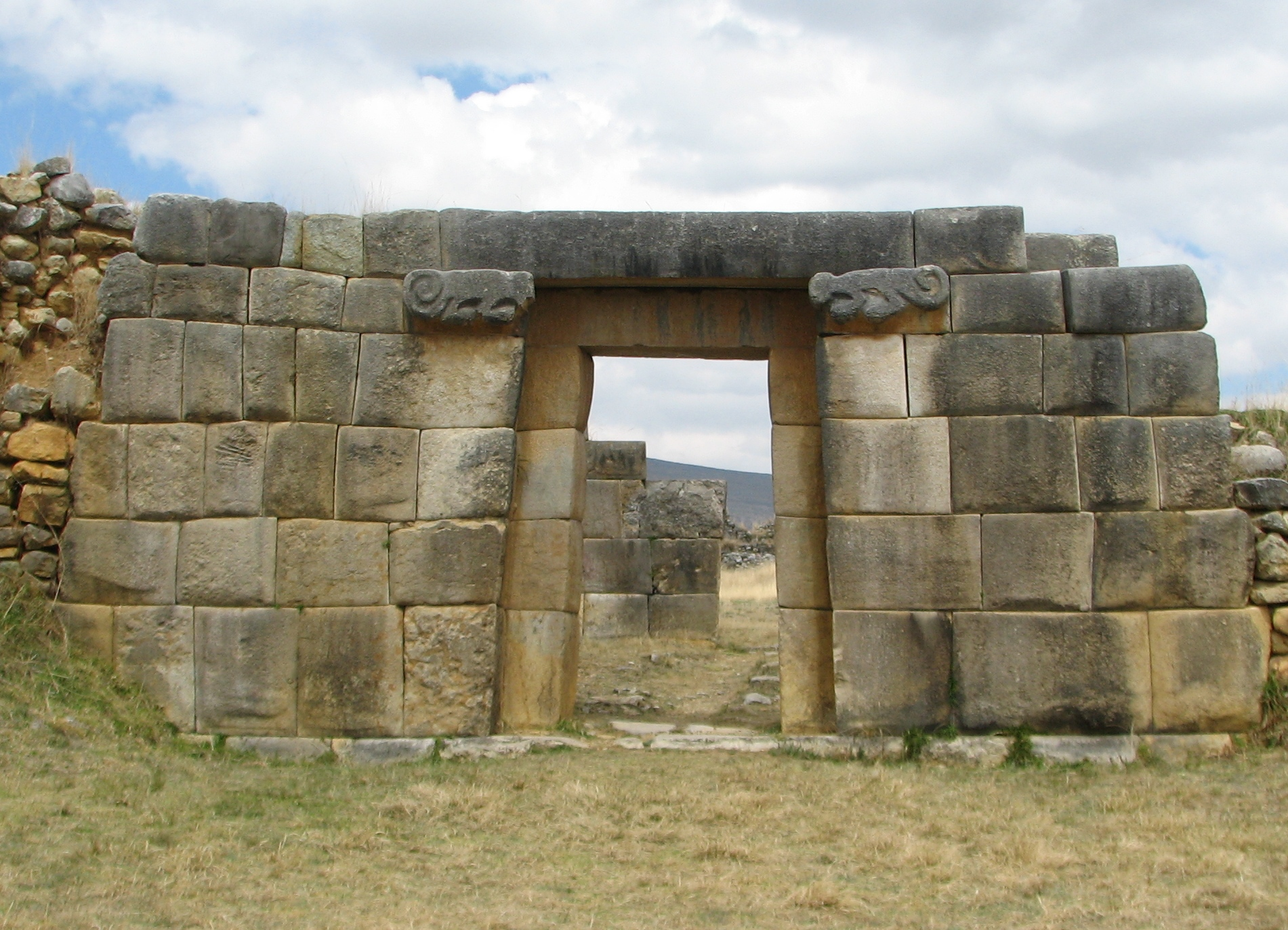

Уануко-Пампа (ісп. Huánuco Pampa) або Уануко-Вьєхо (Huánuco Viejo) — місто доколумбової Південної Америки, один з адміністративних центрів імперії Інків. Місто було розташоване на плоскій горі (меса) на висоті близько 3700 м над рівнем моря на середині шляху між містами Куско і Томебамба, на півдні сучасного Еквадору. Місто було столицею регіону Чинчайсую, одного з чотирьох головних адміністративних підрозділів імперії.
Навколо центральної площі міста містилася величезна чотирикутна кам'яна структура в стилі інків, на який було розташоване місце для сидіння або трон. Ця структура виконувала функцію церемоніальної платформи, що піднімалась на 10 м над плоскою поверхнею меси. Все місто-фортеця було поділено на чотири сектора, із складами у напрямку на південь, із ремісничими ткацькими цехами на північ, житловим сектором для простого народу на схід та резиденцією інків на час візитів на захід. Загалом в місті збереглися залишки чотирьох тисяч будівель із військовими, релігійними та адміністративними функціями. До міста вели три трапецєподібних брами, унікальні за типом, із зображеннями пум та американських левів. Також у місті існував майданчик для купання та канал, що постачав до міста питну воду.